# Кръстьо Българията
Кръстьо Николов Георгиев Катранкьов, известен като Кръстьо Българията и Дандана, е български военен и революционер, войвода на Македонския комитет и на Вътрешната македоно-одринска революционна организация.

## Биография
Кръстьо Българията е роден през 1874 година във Враца, тогава в Османската империя. Няма възможност да се образова и постъпва в българската армия. Напуска армията през 1895 година, за да се включи в Четническата акция на Македонския комитет и участва в сраженията в Мелнишко. След въстанието продължава да работи за Върховния комитет и да поддържа връзки в революционните среди. В 1899 година е произведен във фелдфебел. Изпратен е от Гоце Делчев за военен инструктори в Македония и известно време е в четата на Михаил Апостолов Попето, а след това от 1900 до края на 1902 година е Тиквешки войвода на ВМОРО. За кратко от януари до август 1901 година секретар на четата на Кръстьо Българията е Григор Тотев.
| Чета на Кръсте Българията, началник на ІІ въстанически район – Чокенско от VII РМО окръг, 9 август 1903 г. | Чета на Кръсте Българията, началник на ІІ въстанически район – Чокенско от VII РМО окръг, 9 август 1903 г. | Чета на Кръсте Българията, началник на ІІ въстанически район – Чокенско от VII РМО окръг, 9 август 1903 г. | Чета на Кръсте Българията, началник на ІІ въстанически район – Чокенско от VII РМО окръг, 9 август 1903 г. | Чета на Кръсте Българията, началник на ІІ въстанически район – Чокенско от VII РМО окръг, 9 август 1903 г. | Чета на Кръсте Българията, началник на ІІ въстанически район – Чокенско от VII РМО окръг, 9 август 1903 г. | Чета на Кръсте Българията, началник на ІІ въстанически район – Чокенско от VII РМО окръг, 9 август 1903 г. | Чета на Кръсте Българията, началник на ІІ въстанически район – Чокенско от VII РМО окръг, 9 август 1903 г. | Чета на Кръсте Българията, началник на ІІ въстанически район – Чокенско от VII РМО окръг, 9 август 1903 г. | Чета на Кръсте Българията, началник на ІІ въстанически район – Чокенско от VII РМО окръг, 9 август 1903 г. |
| № | Име | Родно място                                                                                                | Околия | Години | Семейно положение                                                                                          | Образование                                                                                                | Занятие | Пушка | Забележка                                                                                                  |
| --- | --- | --- | --- | --- | --- | --- | --- | --- | --- |
| 1. | Кръсте Г. Българията                                                                                       | Враца | | 30 | ерген | ІІ класно                                                                                                  | унтерофицер                                                                                                | манлихер                                                                                                   | войвода на четата и бивш организатор в Македония и Одринско                                                |
| 2. | Петър Чолаков                                                                                              | Ямбол | | 24 | ерген | ІІІ класно                                                                                                 | търговец                                                                                                   | манлихер                                                                                                   | писар в четата                                                                                             |
| 3. | Петър Г. Чапкънов                                                                                          | Укуф | Ференско                                                                                                   | 20 | ерген | основно | работник                                                                                                   | манлихер                                                                                                   | стар четник и водач на взвод                                                                               |
| 4. | Никола В. Факийски                                                                                         | Факия | Бургаско                                                                                                   | 28 | ерген | ІІ класно                                                                                                  | унтерофицер                                                                                                | манлихер                                                                                                   | водител на взвод                                                                                           |
| 5. | Георги П. Градинаров                                                                                       | Стара Загора                                                                                               | | 32 | ерген | ІІ класно                                                                                                  | унтерофицер                                                                                                | манлихер                                                                                                   | |
| 6. | Иван Дегов Карловец                                                                                        | Калофер | | 27 | женен | основно | горски стражар                                                                                             | манлихер                                                                                                   | дойде направо от службата си и с униформата си                                                             |
| 7. | Александър А. Константинович                                                                               | Болград | Бесарабия                                                                                                  | 28 | женен | средно и средно военно                                                                                     | чиновник по трена                                                                                          | бердана | водител на взвод                                                                                           |
| 8. | Иван Костадинов                                                                                            | Ямбол | | 23 | ерген | основно | надничар                                                                                                   | бердана | |
| 9. | Илия Милушев                                                                                               | Видин | | 57 | ерген | ІІІ класно                                                                                                 | надничар                                                                                                   | мартина | хашлак по природа                                                                                          |
| 10. | Желю Д. Караджов                                                                                           | Вайсал | Чокенско                                                                                                   | 26 | ерген | основно | надничар                                                                                                   | мартина | бил е четник организатор                                                                                   |
| 11. | Тодор Попов                                                                                                | Стрелча | Панагюрско                                                                                                 | 22 | ерген | ІІІ класно                                                                                                 | надничар                                                                                                   | мартина | |
| 12. | Петър Пеев Авджиев                                                                                         | Сливен | | 28 | ерген | основно | надничар                                                                                                   | мартина | |
| 13. | Георги Янев Михалчев                                                                                       | Лозенград                                                                                                  | | 22 | ерген | І класно                                                                                                   | търговец                                                                                                   | мартина | |
| 14. | Д. Хр. Неделчев                                                                                            | Александрово                                                                                               | Казанлъшко                                                                                                 | 21 | ерген | II класно                                                                                                  | работник                                                                                                   | мартина | |
| 15. | Апостол Велков                                                                                             | Куманово                                                                                                   | Македония                                                                                                  | 33 | ерген | - | работник                                                                                                   | мартина | |
| 16. | Димитър Щерев                                                                                              | Блаца | Костурско                                                                                                  | 28 | ерген | - | работник                                                                                                   | мартина | |
| 17. | Ставри Илиев                                                                                               | Росен | Македония                                                                                                  | 35 | ерген | - | работник                                                                                                   | мартина | собственик на пушка                                                                                        |
| 18. | Фоти Д. Шивачев                                                                                            | Бюикли | Одринско                                                                                                   | 28 | женен | - | работник                                                                                                   | мартина | |
| 19. | Георги Йовков                                                                                              | Лерин | | 43 | женен | - | работник                                                                                                   | мартина | |
| 20. | Иван Тодоров                                                                                               | Сливен | | 27 | ерген | основно | работник                                                                                                   | мартина | |
| 21. | Панко Ст. Първанов                                                                                         | Калофер | | 28 | ерген | - | работник                                                                                                   | мартина | |
| 22. | Георги Петров                                                                                              | Татар Пазарджик                                                                                            | | 28 | ерген | основно | работник                                                                                                   | мартина | |
| 23. | Димитър М. Пашов                                                                                           | Калофер | | 21 | ерген | I класно                                                                                                   | работник                                                                                                   | мартина | |
| 24. | Иван Димитров                                                                                              | Петрич | Панагюрско                                                                                                 | 28 | ерген | - | работник                                                                                                   | мартина | |
| 25. | Станчо п. Димитров                                                                                         | Бунар Хисар                                                                                                | Одринско                                                                                                   | 19 | ерген | ІІІ класно                                                                                                 | чиновник                                                                                                   | мартина | |
| 26. | Димитър Георгиев                                                                                           | Вайсал | Одринско                                                                                                   | 25 | вдовец | - | овчар | кринка | куриер на четата                                                                                           |
| 27. | Христо Здравков                                                                                            | Пловдив | | 25 | ерген | ІІ класно                                                                                                  | надничар                                                                                                   | мартина | |
| 28. | Христо П. Тахчиов                                                                                          | Ямбол | | 20 | ерген | IV класно                                                                                                  | работник                                                                                                   | мартина | добър декламатор                                                                                           |
| 29. | Тодор Янев                                                                                                 | Мусуч | Одринско                                                                                                   | 25 | ерген | - | работник                                                                                                   | кринка | |
| 30. | Коста Павлов                                                                                               | Тарларе | Одринско                                                                                                   | 23 | ерген | - | работник                                                                                                   | мартина | |
| 31. | Иван Стаматов                                                                                              | Камила | Малтотърновско                                                                                             | 19 | ерген | - | работник                                                                                                   | кринка | неподражаем по смелост                                                                                     |
| 32. | Д. Стоименов                                                                                               | Ущава | | 26 | ерген | - | работник                                                                                                   | кринка | |
| 33. | Павел Иванов                                                                                               | Кеширлик                                                                                                   | Лозенградско                                                                                               | 26 | вдовец | - | работник                                                                                                   | кринка | |
| 34. | Георги Райтмерлиев                                                                                         | Ямбол | | 20 | ерген | І класно                                                                                                   | работник                                                                                                   | мартина | |
| 35. | Купен Ян. Бабаджанов                                                                                       | Лозенград                                                                                                  | | 21 | ерген | - | работник                                                                                                   | кримка | |
| 36. | Иван Събев                                                                                                 | Корджукьой                                                                                                 | Одринско                                                                                                   | 36 | ерген | - | работник                                                                                                   | кримка | |
| 37. | Никола Георгиев                                                                                            | Гечкенли                                                                                                   | Одринско                                                                                                   | 26 | ерген | - | работник                                                                                                   | кримка | |
| 38. | Димитър Провадиеца                                                                                         | Провадия                                                                                                   | Одринско                                                                                                   | 28 | женен | - | земеделец                                                                                                  | револвер                                                                                                   | куриер между четата и пунктовия началник, бил е куриер и в Турция                                          |
| 39. | Никола Татарларец                                                                                          | Татарларе                                                                                                  | Одринско                                                                                                   | 38 | женен | - | земеделец                                                                                                  | револвер                                                                                                   | куриер между четата и пунктовия началник                                                                   |

По заръка на Михаил Герджиков през ноември 1902 година Кръстьо войвода е прехвърлен като войвода на чета в Чокенския революционен район в Одринския революционен окръг, където е и първият подофицер. От началото на 1903 година е назначен за войвода в Малкотърновския революционен район, където значително допринася за разгръщане на революционната мрежа и организирането на българското население. През февруари е в четата на Михаил Герджиков и участва в организирането на атентата на железопътната линия при село Синекли, Чаталджанско.
Кръстьо Българията е делегат като околийски войвода на Малкотърновския революционен район на конгреса на Петрова нива. По време на Илинденско-Преображенското въстание е войвода в Чокенския район с подвойвода Петър Чолаков. През нощта на 9 август четата му от 40 души напада турското село Хаджиталашман, което е само на 20 километра от Одрин, в което има 150 кавалеристи. Четниците нападат селото от три страни и атакуват с бомби пощата и казармата. В паниката голяма част от населението, стражарите и кавалерийският гарнизон бягат в Одрин. Акцията е отразена в европейския печат.
| Чета на Кръстьо Българията, 1 август 1904 година | Чета на Кръстьо Българията, 1 август 1904 година | Чета на Кръстьо Българията, 1 август 1904 година | Чета на Кръстьо Българията, 1 август 1904 година | Чета на Кръстьо Българията, 1 август 1904 година |
| Номер                                            | Име                                              | Селище                                           | Околия                                           | Забележка                                        |
| ------------------------------------------------ | ------------------------------------------------ | ------------------------------------------------ | ------------------------------------------------ | ------------------------------------------------ |
| 1.                                               | Кръсто Българията                                | Враца                                            | Врачанска                                        |                                                  |
| 2.                                               | Петър Г. Чапкънов                                | Дедеагач                                         | Дедеагачка                                       |                                                  |
| 3.                                               | Янко Найденов                                    | Драговищица                                      | Софийска                                         |                                                  |
| 4.                                               | Никола Миманов                                   | Свищов                                           | Свищовска                                        |                                                  |
| 5.                                               | Иван Николов                                     | Враца                                            | Врачанска                                        |                                                  |

След въстанието от пролетта на 1904 година е войвода в Кочанско, където под негово ръководство действа Цено Куртев. Кръстьо Българията допринася за ограничаване на действията на сръбската въоръжена пропаганда в Македония. На 2 януари 1905 година над село Кнежево, Кратовско, се провежда конгрес на Скопския революционен район. За членове на окръжното ръководство на Скопски район са избрани Даме Груев, Ефрем Чучков, Кръстьо Българията, Мише Развигоров и Атанас Бабата.
| Чета на Кръстьо Българията, 30 април 1905 година | Чета на Кръстьо Българията, 30 април 1905 година | Чета на Кръстьо Българията, 30 април 1905 година | Чета на Кръстьо Българията, 30 април 1905 година | Чета на Кръстьо Българията, 30 април 1905 година |
| Номер                                            | Име                                              | Селище                                           | Околия                                           | Забележка                                        |
| ------------------------------------------------ | ------------------------------------------------ | ------------------------------------------------ | ------------------------------------------------ | ------------------------------------------------ |
| 1.                                               | Кръстьо Българията                               | Враца                                            |                                                  |                                                  |
| 2.                                               | Стефан Д. Векилов                                | Копривщица                                       | Пирдопска                                        | отстранен                                        |
| 3.                                               | Стоян Димов                                      | Скопие                                           |                                                  | отстранен                                        |
| 4.                                               | Тодор Жилязков                                   | Акбунар                                          | Одринска                                         | отстранен                                        |
| 5.                                               | Пане Иванов Байката                              | Велес                                            |                                                  |                                                  |
| 6.                                               | Еню Николов Сапунджиев                           | Пашакьой                                         | Карнобатска                                      |                                                  |
| 7.                                               | Божил Георгиев Войводов                          | Еврени                                           | Карнобатска                                      |                                                  |
| 8.                                               | Иван Костадинов Бояджиев                         | Ямбол                                            |                                                  |                                                  |
| 9.                                               | Славчо Димов                                     | Велес                                            |                                                  | по болест                                        |
| 10.                                              | Трайко Милев                                     | София                                            |                                                  | по болест                                        |
| 11.                                              | Луиджи Генов Романски                            | Калчалий                                         | Пловдивска                                       |                                                  |
| 12.                                              | Ганчо Димитров                                   | Чопкьой                                          | Одринска                                         |                                                  |
| 13.                                              | Михал Георгиев                                   | Татаркьой                                        | Бургаска                                         |                                                  |
| 14.                                              | Филип Гълъбов                                    | Мезек                                            | Мустафапашаска                                   |                                                  |
| 15.                                              | Атанас М. Карарусев                              | Карнобат                                         |                                                  | ранен                                            |
| 16.                                              | Иван Чолаков                                     | Стара Загора                                     |                                                  |                                                  |
| 17.                                              | Мирю Христев                                     | Стара Загора                                     |                                                  |                                                  |
| 18.                                              | Димитър В. Зидаров                               | Стара Загора                                     |                                                  |                                                  |
| 19.                                              | Иван Шарапчиев                                   | Стара Загора                                     |                                                  |                                                  |
| 20.                                              | Петър х. Василев                                 | Стара Загора                                     |                                                  |                                                  |
| 21.                                              | Тодор Попов                                      | Стряма                                           | Панагюрска                                       | убит                                             |
| 22.                                              | Христо Бошков                                    | Дупница                                          |                                                  | по собствено желание                             |
| 23.                                              | Константин Аврамов                               | Чирпан                                           |                                                  | по болест                                        |
| 24.                                              | Атанас Дюлгеров                                  | Свищов                                           |                                                  | завърнал се                                      |
| 25.                                              | Мано Захов                                       | Дулица                                           | Кочанска                                         |                                                  |
| 26.                                              | Никола Христов                                   | Лозенград                                        | Одринска                                         |                                                  |
| 27.                                              | Никола Стоянов Бутниколиба                       | Лозенград                                        | Одринска                                         |                                                  |
| 28.                                              | Павле Младенов                                   | Косача                                           | Радомирска                                       | завърнал се по болест                            |
|                                                  | Петър Ангелов                                    |                                                  |                                                  | за Паланечко, с горната чета                     |
|                                                  | Никола Жеков                                     | Стара Загора                                     |                                                  | с горната чета, ранен                            |

| Чета на Кръстьо Българията, 27 декември 1905 година | Чета на Кръстьо Българията, 27 декември 1905 година | Чета на Кръстьо Българията, 27 декември 1905 година | Чета на Кръстьо Българията, 27 декември 1905 година | Чета на Кръстьо Българията, 27 декември 1905 година |
| Номер                                               | Име                                                 | Селище                                              | Околия                                              | Забележка                                           |
| --------------------------------------------------- | --------------------------------------------------- | --------------------------------------------------- | --------------------------------------------------- | --------------------------------------------------- |
| 1.                                                  | Кръстьо Българията                                  | Враца                                               |                                                     |                                                     |
| 2.                                                  | Михаил Георгиев                                     | Татаркьой                                           | Бургаска                                            |                                                     |
| 3.                                                  | Никола Иванов                                       | Негрево                                             | Малшевска                                           |                                                     |
| 4.                                                  | Луиджи Генов                                        | Коматево                                            | Пловдивска                                          |                                                     |
| 5.                                                  | Серафим Арсов                                       | Кучичино                                            | Кочанска                                            |                                                     |
| 6.                                                  | Стефан Векилов                                      | Копривщица                                          | Пирдопска                                           |                                                     |
| 7.                                                  | Мите Андов                                          | Нивичани                                            | Кочанска                                            |                                                     |
| 8.                                                  | Симеон Вардинов                                     | Кучичино                                            | Кочанска                                            |                                                     |
| 9.                                                  | Павел Младенов                                      | Косача                                              | Радомирска                                          |                                                     |
|                                                     | Петър Тошев                                         | Прилеп                                              |                                                     | като член от ЦК                                     |

| Чета на Кръстьо Българията, 12 октомври 1906 година | Чета на Кръстьо Българията, 12 октомври 1906 година | Чета на Кръстьо Българията, 12 октомври 1906 година | Чета на Кръстьо Българията, 12 октомври 1906 година | Чета на Кръстьо Българията, 12 октомври 1906 година |
| Номер                                               | Име                                                 | Селище                                              | Околия                                              | Забележка                                           |
| --------------------------------------------------- | --------------------------------------------------- | --------------------------------------------------- | --------------------------------------------------- | --------------------------------------------------- |
| 1.                                                  | Кръстьо Българията                                  | Враца                                               |                                                     | завърна се                                          |
| 2.                                                  | Павел Младенов                                      | Косача                                              | Радомирска                                          |                                                     |
| 3.                                                  | Алексо Йосифов                                      |                                                     | Радовишка                                           |                                                     |
| 4.                                                  | Божил Лазаров                                       |                                                     | Кратовска                                           |                                                     |
| 5.                                                  | Петре Ангелов                                       | Безиково                                            | Кочанска                                            | завърна се                                          |
| 6.                                                  | Петре                                               |                                                     |                                                     | [ 11 ]                                              |

Кръстьо Българията участва в Балканската война и после в Междусъюзническата война като войвода на чета № 16, а по-късно във II рота на VI охридска и III рота на XI сярска дружина на Македоно-одринското опълчение. На 18 май 1913 година е произведен в чин подпоручик. Скоро след това заболява от холера и умира в района на Черната скала по време на Междусъюзническата война.
Кръстьо Българията е запомнен като войвода, който на няколко пъти особено жестоко пребива или убива невинни дейци на организацията. За това е упрекван и лично от Георги Кондолов. Георги Василев пише за него:
| „ | Мнозина го укоряваха, че бил строг, дори жесток. Той е счупил немалко ребра, но в скоро време обаче Малкотърновският район се изпълни с дисциплинирани смъртни дружини, готови на саможертва. Кръстю Българията не прощаваше и винаги наказваше и най-малкото закъснение. За него авторитетът на Организацията бе всичко. Така той респектираше всички, в неговия район всеки заемаше своето място. | “ |

На името на Кръстьо Българията има кръстена улица в град Враца.

## Галерия
- Четата на Кръстьо Българията преди нападението на с. Хаджи Талишман, Одринско. 1903 г.
- Чета на Кръстьо Българията.
- Четата на Кръстьо Българията.
- Обединената чета на Кръстьо Българията и Пеньо Шиваров.
- Кочанската чета на Кръстьо Българията
- Паметникът „Паднали за свободата на Македония“ в Кюстендил с името на Кръстю Българията (33-ти в третата колона).